# Oleria itacoaiensis
Oleria itacoaiensis är en fjärilsart som beskrevs av Ferreira D'almeida 1964. Oleria itacoaiensis ingår i släktet Oleria och familjen praktfjärilar. Inga underarter finns listade i Catalogue of Life.